# (6919) Tomonaga
(6919) Tomonaga ist ein Asteroid des inneren Hauptgürtels, der am 16. April 1993 von den japanischen Amateurastronomen Kin Endate und Kazurō Watanabe am Kitami-Observatorium (IAU-Code 400) auf Hokkaidō entdeckt wurde. Sichtungen des Asteroiden hatte es vorher schon mehrere gegeben: am 12. und 14. März 1969 unter der vorläufigen Bezeichnung 1969 ED am Krim-Observatorium in Nautschnyj, am 5. März 1986 (1986 EF1) an der Anderson Mesa Station des Lowell-Observatoriums in Arizona, am 12. März 1986 (1986 EW3) am La-Silla-Observatorium der Europäischen Südsternwarte in Chile sowie am 30. Dezember 1988 (1988 YW) am Kleť-Observatorium bei Český Krumlov.
Nach der SMASS-Klassifikation (Small Main-Belt Asteroid Spectroscopic Survey) wurde bei einer spektroskopischen Untersuchung von Gianluca Masi, Sergio Foglia und Richard P. Binzel (6919) Tomonaga der taxonomischen Klasse der C-Asteroiden zugeordnet.
Der Asteroid wurde am 8. August 1998 nach dem japanischen Physiker Shin’ichirō Tomonaga (1906–1979) benannt, der 1965 gemeinsam mit Richard Feynman und Julian Seymour Schwinger „für ihre fundamentale Leistung in der Quantenelektrodynamik, mit tiefgehenden Konsequenzen für die Elementarteilchenphysik“ den Nobelpreis für Physik erhielt.